# Castelo de Pau

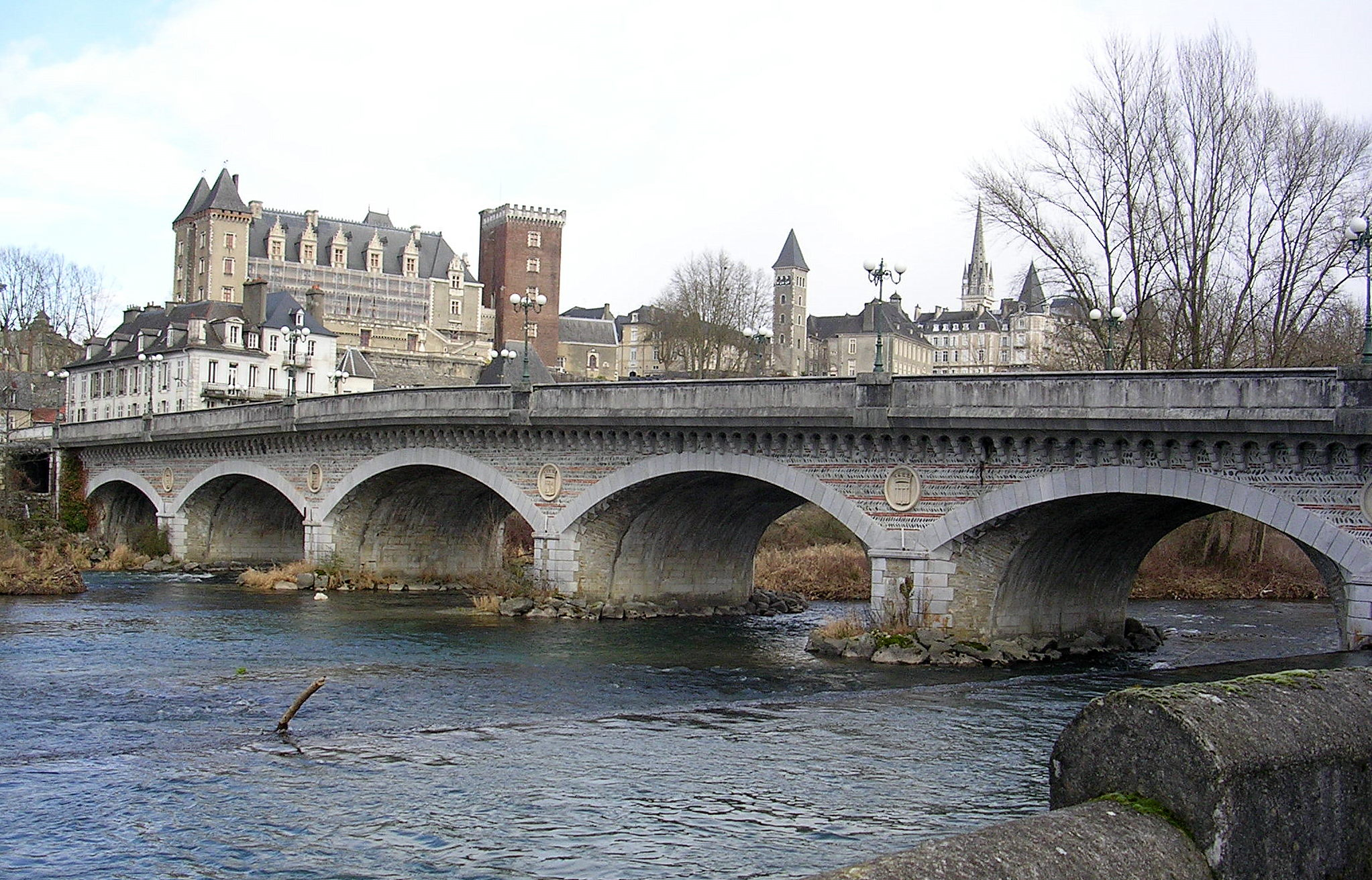
O château visto das margens do Rio de Pau

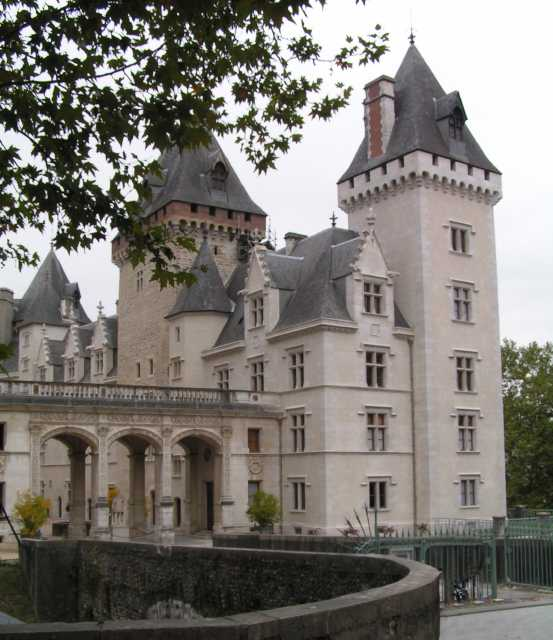
O Castelo de Pau (Château de Pau)

O Château de Pau (em inglês: em inglês:  Pau Castle, em basco:  Paueko gaztelua) é um castelo no centro da cidade de Pau, a capital dos Pirenéus Atlânticos e Béarne. Ele domina essa parte da cidade.
Henrique IV de França e Navarra nasceu aqui em 13 de dezembro de 1553 e ele foi usado uma vez por Napoleão como uma casa de férias durante o seu período de poder.
O castelo foi classificado como Monumento histórico da França desde 1840 pelo Ministério da Cultura francês. Atualmente contém uma coleção de tapeçarias.

## História

### Origem
O Castelo de Pau foi fundado na Idade Média. De características de trabalho e residência, mais do que militar, é um castelo, normalmente construído no topo da colina com vista para o rio, e delimitado pela ravina Hédas.
Desde a sua construção, o castelo assume uma importância simbólica: o fornecimento de uma paliçada (pobres, em Bearne) e para designar, por metonímia, a cidade em si. Estas estacas, que simbolizam a lealdade e a justiça, são cada um como axis mundi em uma versão de béarnaise. No século xii, Gaston IV do Béarn providenciou a construção de três torres, em fortaleza. Eles são chamados de Mazères Billère e Montauser.

### Gaston Phoebus
O século xiv, vai ver uma figura emblemática de Bearne, que deixa sua marca no Castelo de Pau: Gastão III de Foix-Béarn, mais conhecido como o Gaston Phoebus. Este senhor da guerra, em uma posição difícil porque, por suas posses, sob a liderança de inimigo dos reinos da França e Inglaterra, faz com que o Feixe, "dom de Deus", a unificada e a região autônoma. Fébus lá construiu uma torre de tijolos, da altura trinta e três metros, e com a inscrição: "Febus mim" (Phoebus me deu, em Bearn).

### Os Reis de Navarra
Durante o Renascimento, a instalação do tribunal de Navarra, em 1512, alterou significativamente a aparência do castelo. Originalmente uma fortaleza, agora se tornou uma prazerosa residência. Henri d'Albret residia com sua esposa, Marguerite d'Angoulême, a irmã de Francisco I, mais conhecido como Marguerite de Navarre, autor do Heptaméron. Eles marcam o lugar com suas iniciais, ainda presente nas paredes e tetos, e um grande cuidado foi tomado para manter-se e reproduzir-los, mesmo nos restaurações.

### Henrique IV

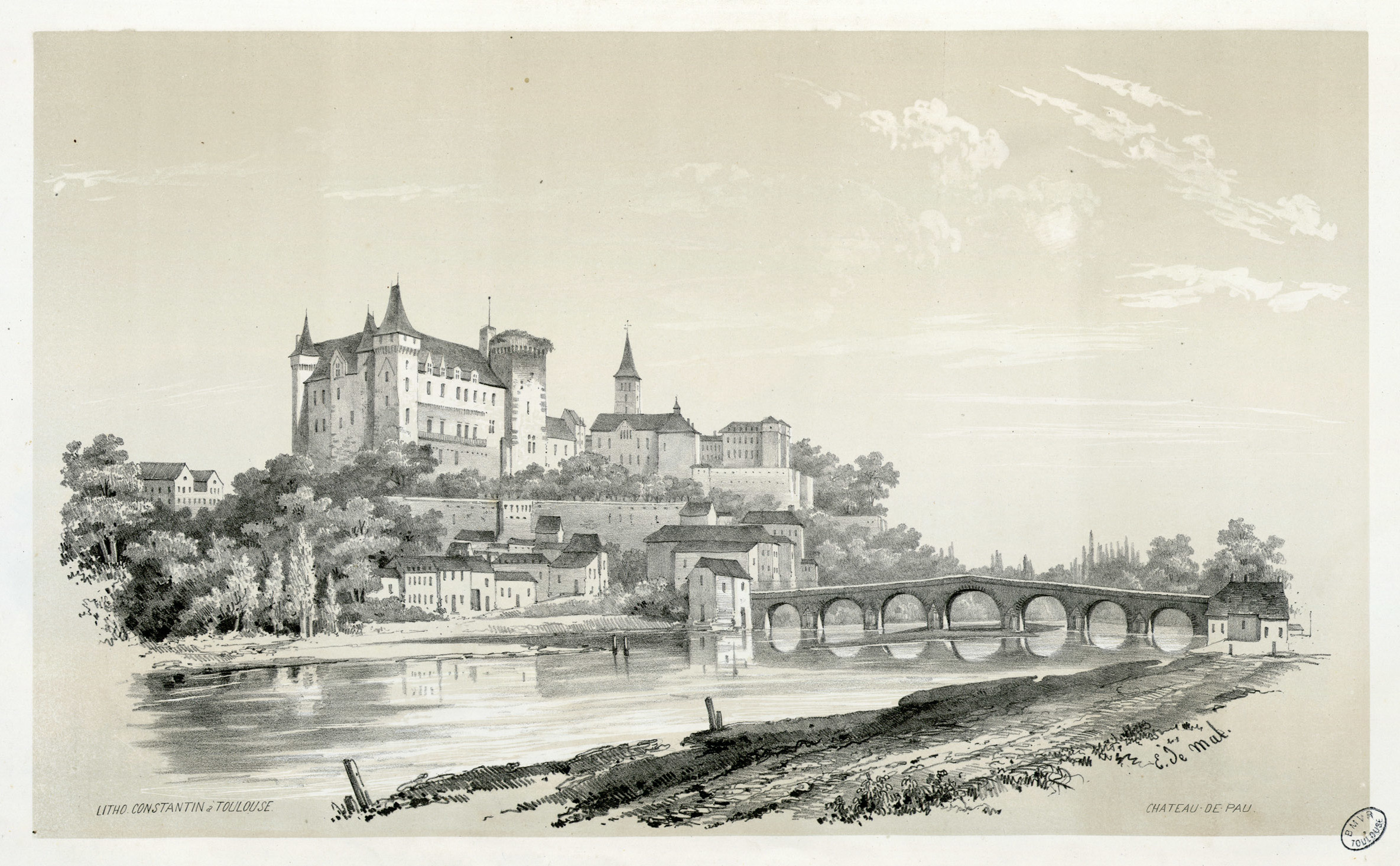
O Castelo, em 1843, por Eugène de Malbos

Mas é o seu neto, que torna o castelo famoso como é hoje: não por qualquer esforço arquitetônico, nem mesmo pela sua própria vontade. O futuro Henrique IV induz o problema ao nascer em 13 de dezembro de 1553, e a história fez o resto. A fama do rei, menino embalado em um casco de tartaruga preservado pelo Béarne, através das vicissitudes de revoluções, dá ao castelo, que não vê-lo crescer ou morrer, um determinado sabor, e o direito de reivindicar a honra aqueles que dão nascimento de super-homens. Mas o verdadeiro reconhecimento do rei é póstumo, e logo esquece o castelo que ele nasceu, exceto para reunir Navarra e Bearn no reino de França (Louis XIII assinou o tratado em 1620).

### A Restauração
Louis-Philippe, que iria combinar os ideais da Revolução e os da monarquia, teve a ideia de restaurar o castelo do homem que reconciliou Católicos e Protestantes em umaresidência real. 

O castelo foi principalmente uma dourada prisão, em 1848, do emir Abdelcáder, conquistado pela França na Argélia. Como pode ser que este castelo deva manter o seu caráter henriquiano, há muitos objetos colocados lá que são de estilo neo-Renascentista e neo-Gótico e uma coleção de tapeçarias (séculos XVI a XIX), para recordar os dias tranquilos do bom Rei Louis-Philippe, no exílio, na Inglaterra, que nunca poderia ficar neste lugar que foi visitado por Napoleão III. Ele é um  portal do Renascimento através do qual se entra e que arca com as iniciais do casal real de Navarra, fundador do moderno castelo.

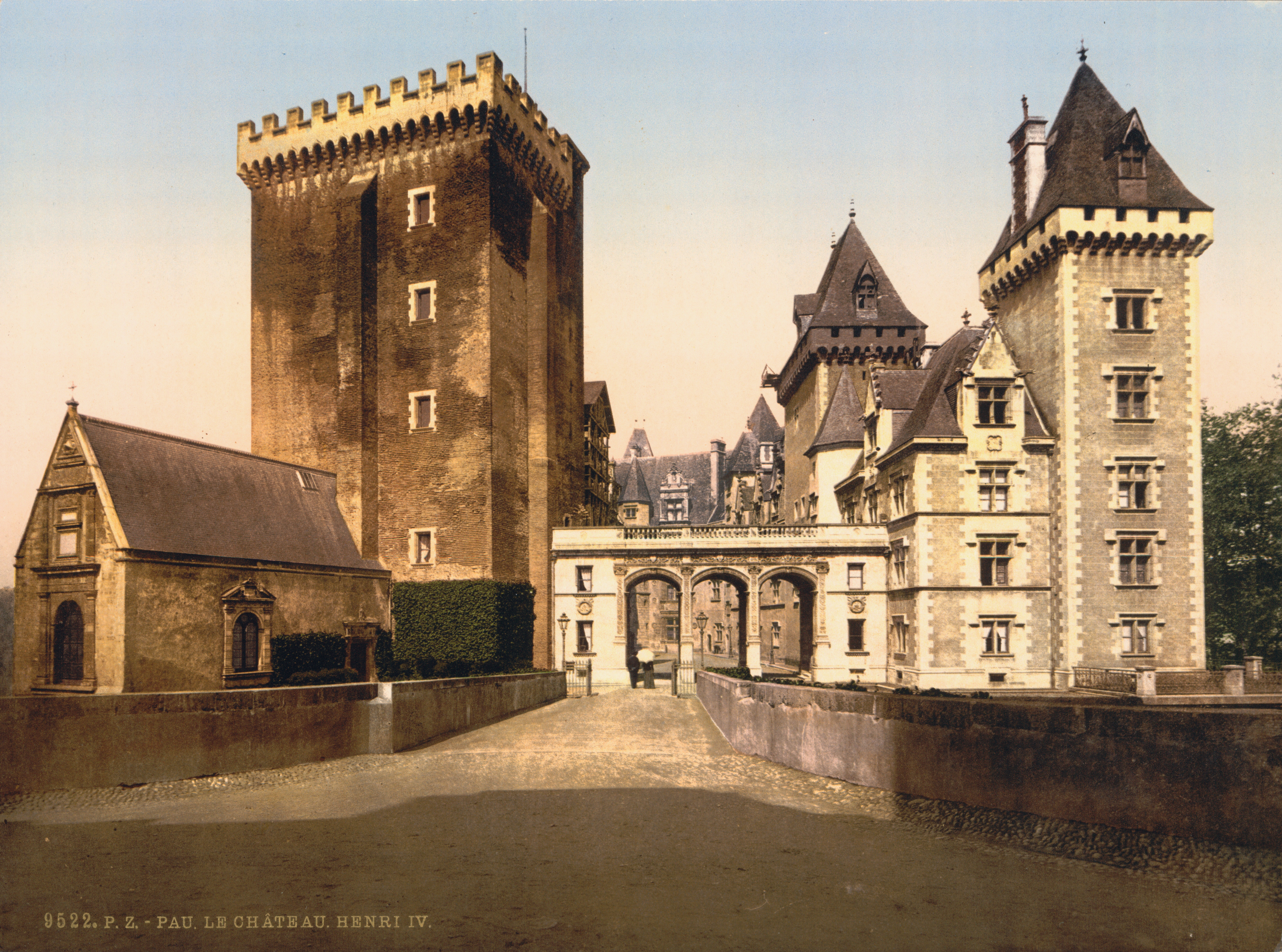
O castelo, fachada nascente, 1890-1900
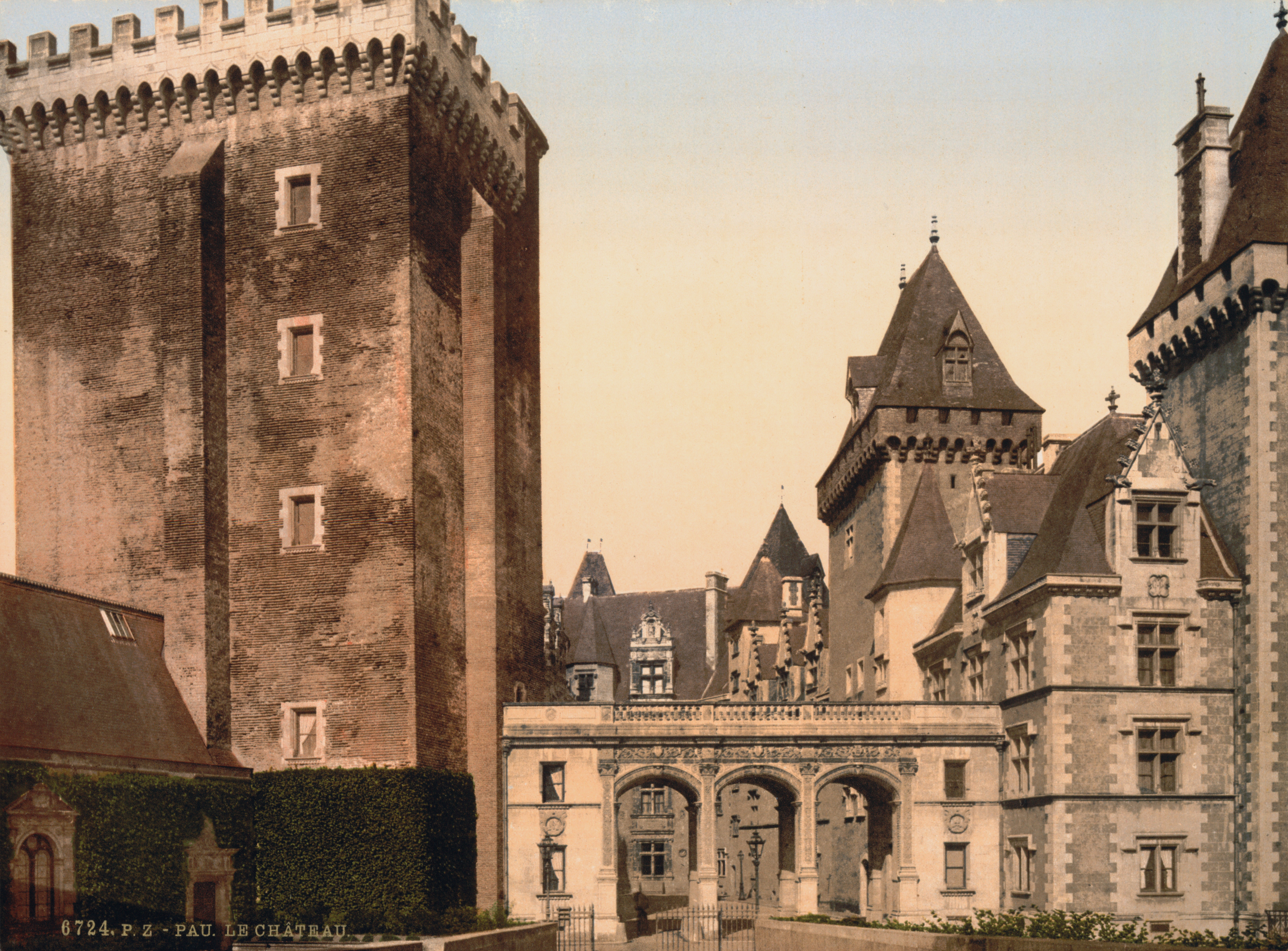
O castelo, fachada nascente, 1890-1900
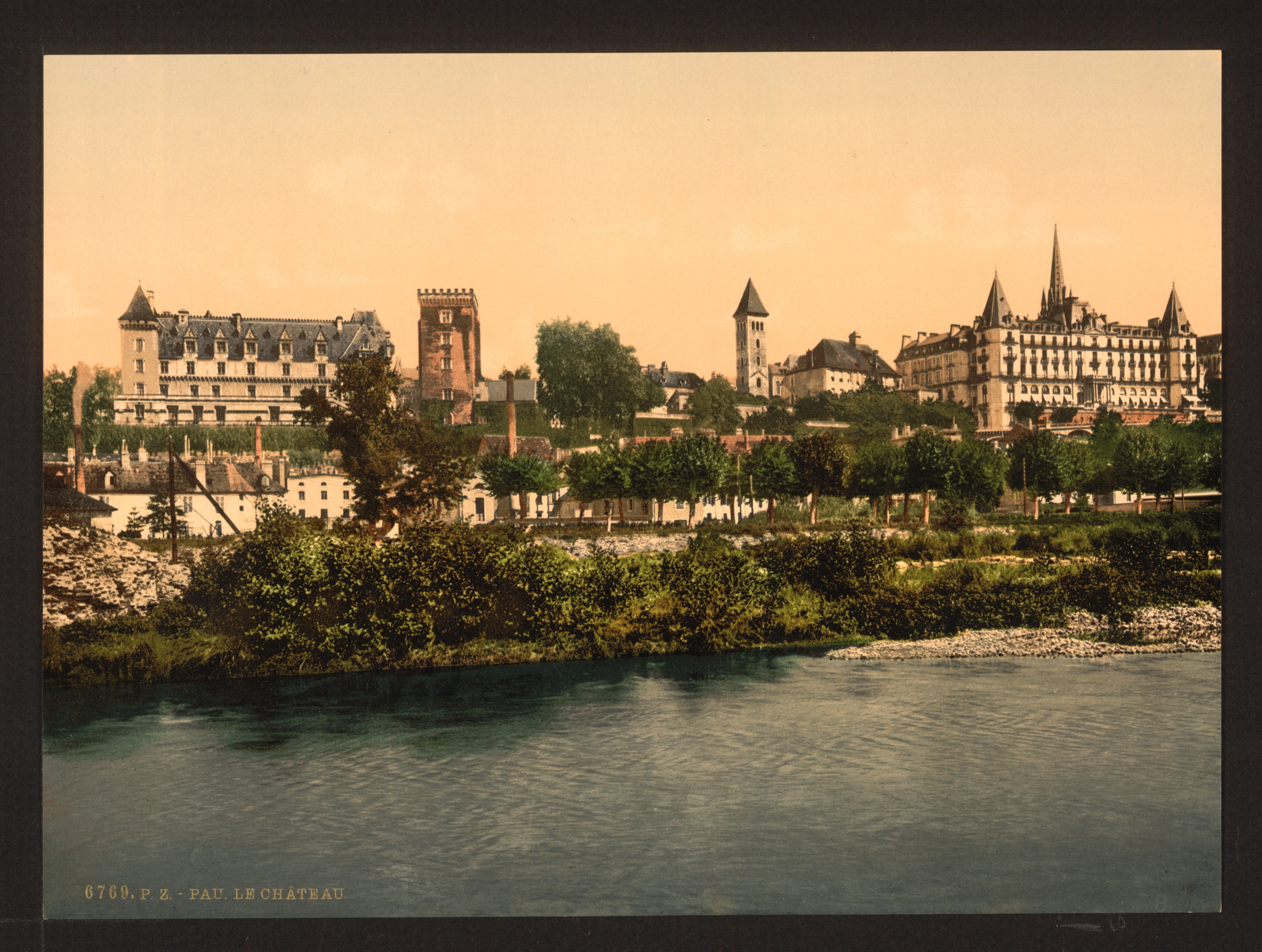
O castelo, fachada sul, 1890-1900
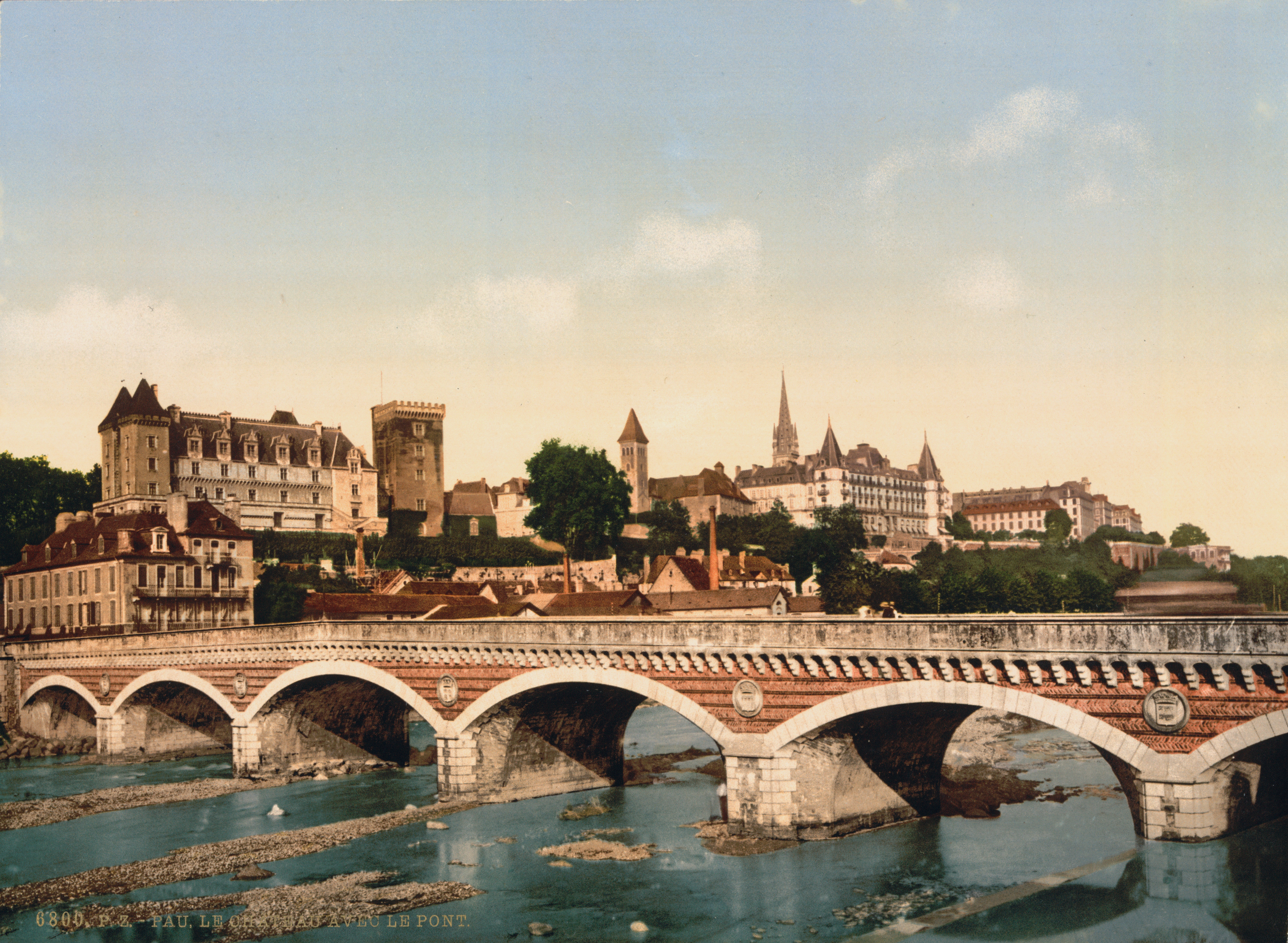
O castelo e a ponte, 1890-1900

### Hoje, o Museu Nacional
Em seguida, o castelo tornou-se uma residência presidencial na República. Atualmente é um Museu Nacional, que abriga as obras preservadas, desde os dias do rei Henrique IV e, especialmente, durante a restauração feita por Louis-Philippe. As coleções estão aumentando a cada ano em torno do tema henriquiano. Atualmente, ela abriga mais de 100.000 visitantes por ano, tornando-o mais visitado do patrimônio do departamento francês dos Pirenéus Atlânticos.